# Apeadeiro de Dalda
O Apeadeiro de Dalda foi uma plataforma ferroviária da Linha de Sines, que servia a zona de Dalda, no concelho de Sines, em Portugal.

## Descrição

### Caraterização física
A plataforma situava-se do lado norte da via (lado direito do sentido ascendente, para Sines).

## História
Esta interface inseria-se no troço entre Santiago do Cacém e Sines, que entrou ao serviço em 14 de Setembro de 1936.
Um despacho de 12 de Dezembro de 1950 da Direcção Geral de Caminhos de Ferro, publicado no Diário do Governo n.º 291, III Série, de 16 de Dezembro de 1950, aprovou o projecto da Companhia dos Caminhos de Ferro Portugueses para diversos aditamentos aos quadros de distâncias quilométricas de aplicação nas linhas e ramais do Sul e Sueste e aos quadros de via normal, relativos à inclusão do apeadeiro de Dalda.
Em Janeiro de 1990 o tráfego de passageiros foi suspenso em toda a Linha de Sines, e dez anos depois o troço entre Ortiga e Sines (ie., o Ramal de Sines), onde Dalda se inclui, estava já em desuso e em estado de degradação (incl. com faltas de carris e travessas nalguns pontos) — não havendo aqui tráfego de mercadorias que justificasse manutenção. O Ramal de Sines, incluindo Dalda, viria a ser removido formalmente, pela entidade reguladora, da rede em exploração apenas em 2012.